# Nils Bruce (järnvägsman)
Nils Olof Bruce, född 23 oktober 1890 i Tvååkers församling i Hallands län, död 20 november 1973 i Ulricehamns församling i dåvarande Älvsborgs län, var en svensk järnvägsman.
Efter att ha innehaft diverse befattningar inom järnvägen blev Bruce trafikchef vid Statens Järnvägars 25:e trafiksektion i Borås 1940  och var verkställande direktör vid Järnvägs AB Stockholm–Saltsjön 1943–46. Han var under denna tid (från 1940) även svensk vicekonsul i Rovaniemi.
Bruce blev länstrafikledare vid landskontoret i Västmanlands län 1948 och sektionschef i ekonomiska försvarssektionen i Västernorrlands län 1953. Han var riddare av Vasaorden och riddare av 1. klass av Finlands Vita Ros’ orden.
Nils Bruce var son till stationsinspektor Gustav Vilhelm Bruce och Tyra Martina Liander. Han var från 1945 gift med Elna Kanerva Bruce (1907–1999) från Finland.